# Asociación de Editores del País Valenciano

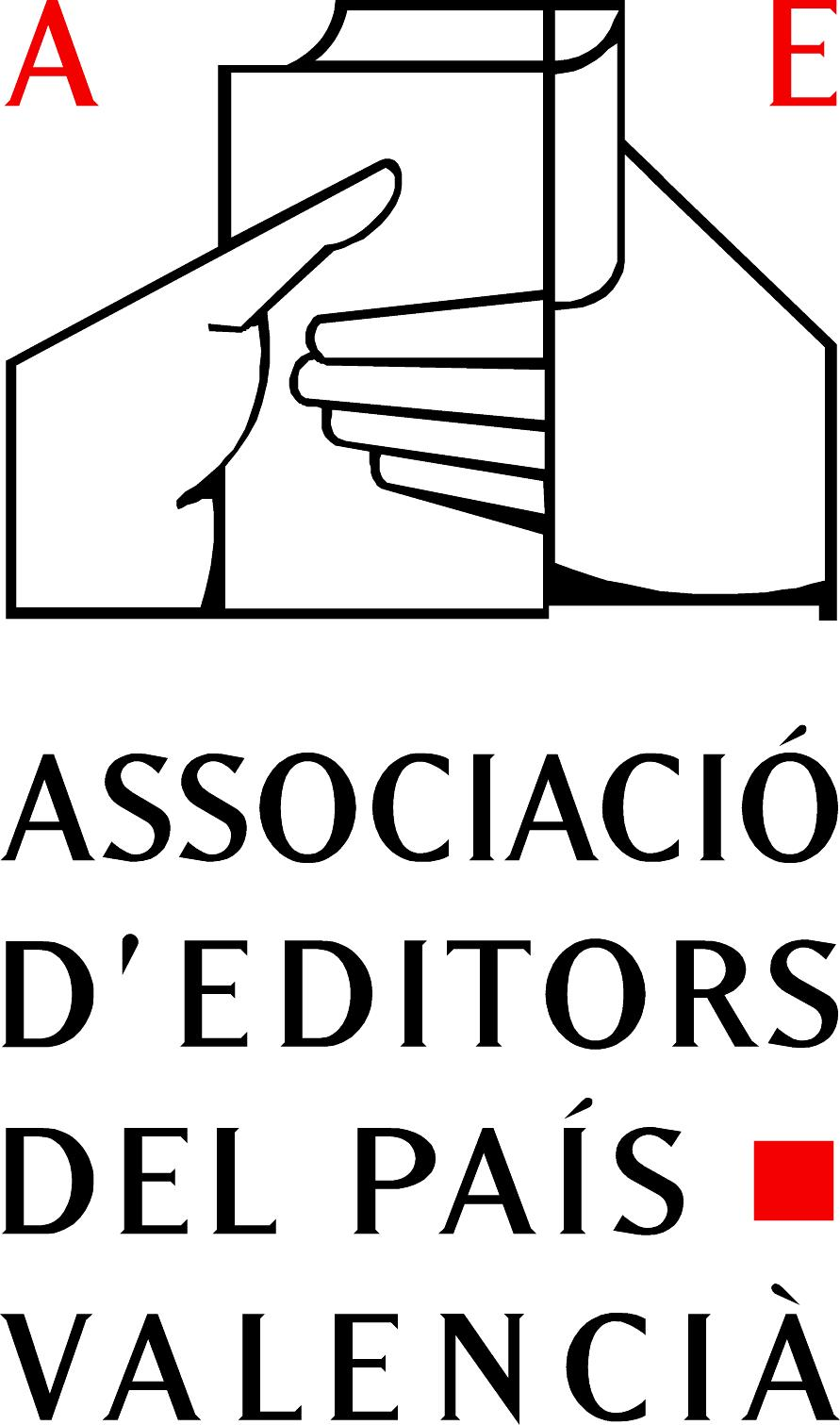

La  Asociación de Editores del País Valenciano (Associació d'Editors del País Valencià  en valenciano) fue fundada el 5 de septiembre de 1990 y agrupa más de cincuenta editoriales valencianas. Su actividad está centrada en: la defensa, promoción y difusión de la edición de libros y publicaciones, especialmente en valenciano; la representación, gestión, fomento y defensa de los intereses comunes de las editoriales asociadas; la interlocución con los poderes públicos en asuntos que pudieran afectar al sector; la información, formación, asesoramiento y prestación de servicios a sus miembros.